# Diyadin (Azerbaigian)
Diyadin è un comune dell'Azerbaigian situato nel distretto di Şərur.